# Kartell-Zeitung (Eisenacher Kartell)
Die Kartell-Zeitung war die Verbandszeitschrift des 1874 gegründeten Eisenacher Kartells Akademisch-Theologischer Vereine, eines Korporationsverbands schwarzer Verbindungen. Der Hauptsachtitel bis 1902 lautete Kartell-Zeitung des Eisenacher Kartells Akademisch-Theologischer Vereine, anschließend führte die Zeitschrift den Untertitel Organ der Eisenacher Kartells Akademisch-Theologischer Vereine.
Der Titel erschien erstmals mit Ausgabe 8.1897/98,4 und letztmals mit Ausgabe 31.1920/21. Als Vorgänger wird in der Zeitschriftendatenbank die Kartell-Zeitung Akademisch-Theologischer Vereine auf Deutschen Hochschulen (1891–1897) geführt und als Fortsetzung die Theologischen Blätter.